# اچ‌ام‌اس اورورا (۱۷۷۷)
اچ‌ام‌اس اورورا (۱۷۷۷) (به انگلیسی: HMS Aurora (1777)) یک کشتی بود که طول آن ۱۲۰ فوت ۶ اینچ (۳۶٫۷۳ متر) بود. این کشتی در سال ۱۷۷۷ ساخته شد.